# Любовідза
Любовідза (пол. Lubowidza) — село в Польщі, у гміні Дмосін Бжезінського повіту Лодзинського воєводства.
Населення — 160 осіб (2011).
У 1975-1998 роках село належало до Скерневицького воєводства.

## Демографія
Демографічна структура станом на 31 березня 2011 року:
|          | Загалом | Допрацездатний вік | Працездатний вік | Постпрацездатний вік |
| -------- | ------- | ------------------ | ---------------- | -------------------- |
| Чоловіки | 81      | 20                 | 53               | 8                    |
| Жінки    | 79      | 14                 | 43               | 22                   |
| Разом    | 160     | 34                 | 96               | 30                   |